# Lanrivoaré

Lanrivoaré este o comună în departamentul Finistère, Franța. În 1 ianuarie 2022 avea o populație de 1.539 de locuitori.